# Batophila costipennis
Batophila costipennis es un coleóptero de la familia Chrysomelidae. Fue descrita en 1997 por Wang in Wang & Yu.